# والت إيزلي
والت إيزلي (بالإنجليزية: Walt Easley) هو لاعب كرة قدم أمريكية أمريكي، ولد في 8 سبتمبر 1957 في تشارلستون في الولايات المتحدة، وتوفي بنفس المكان في 14 فبراير 2013.

## وصلات خارجية
- والت إيزلي على موقع مرجع كرة القدم المحترفة.كوم (الإنجليزية)
- والت إيزلي على موقع JustSportsStats.com (الإنجليزية)